# Centrophorus atromarginatus
Centrophorus atromarginatus (лат.) — малоизученный вид хрящевых рыб рода короткошипых акул одноимённого семейства отряда катранообразных. Эти глубоководные акулы обитают в Тихом и Индийском океане. Размножаются яйцеживорождением. Максимальная длина — 87 см.

## Таксономия
Впервые вид описан в 1913 году. Родовое название происходит от слов греч. κεντρωτός — «утыканный шипами» и φορούν — «носить». Его путали с бурой короткошипой акулой и малоплавниковой короткошипой акулой. В настоящее время производится пересмотр таксономии этой группы акул.

## Ареал
Centrophorus atromarginatus встречаются в Индийском океане у берегов Сомали (Аденский залив), Индии и Шри-Ланки (возможно, в Манарском заливе). В северо-западной и центрально-западной частях Тихого океана они обитают у побережья Японии (северо-восток Хонсю, Сикоку и Окинава), Тайваня, Папуа — Новой Гвинеи и Индонезии.

## Описание
У Centrophorus atromarginatus характерное для короткошипых акул удлинённое тело и рыло. Анальный плавник отсутствует. Позади крупных глаз имеются имеются брызгальца. У фронтального основания спинных плавников расположены крупные шипы. Нижние зубы крупнее верхних. Зубы в виде лезвий, края гладкие. Каудальный свободный конец грудных плавников узкий и удлинённый. У края верхней лопасти асимметричного хвостового плавника имеется вентральная выемка. Нижняя лопасть развита плохо, но явно выражена. Латеральные кили и прекаудальная выемка на хвостовом стебле отсутствуют. Второй спинной плавник меньше первого, его основание расположено позади основания брюшных плавников.
Максимальная зарегистрированная длина составляет 87 см. У взрослых акул кончики спинных плавников имеют чёрную окантовку.

## Биология
Centrophorus atromarginatus размножаются яйцеживорождением. Самцы достигают половой зрелости при длине 55—58 см. Из пойманных беременных самок самая маленькая была длиной 73,5 см, но, вероятно, они созревают при меньшей длине. Размер новорожденных составляет 36—42 см. Рацион состоит из небольших костистых рыб и головоногих.

## Взаимодействие с человеком
Centrophorus atromarginatus не представляют опасности для человека. В Японии ради сквалена их ловят жаберными сетями. Пойманных в водах Тайваня акул используют для производства рыбной муки. В качестве прилова они попадают в коммерческие донные ярусы, тралы и жаберные сети. Данных для оценки статуса сохранности вида недостаточно.